# Valentín Elizalde
Valentín Elizalde Valencia (Jitonhueca, Sonora, 1 de febrero de 1979-Reynosa, Tamaulipas, 25 de noviembre de 2006), conocido como el Gallo de Oro, fue un cantante mexicano. Se especializó en los géneros de banda sinaloense y corrido. Entre sus canciones más exitosas se incluyen; «Vete ya», «A mis enemigos», «Como me duele», «Y se parece a ti», «Volveré a amar», y «Lobo domesticado».

## Biografía y carrera

### Primeros años
Valentín Elizalde Valencia nació el 1 de febrero de 1979 en Jitonhueca, Sonora, siendo hijo de Everardo Elizalde y Camila Valencia, y hermano de Jesús Elizalde Valencia, Francisco Elizalde y Livia Elizalde Valencia. Estudió la carrera de Derecho en la Universidad de Sonora. Al terminar sus estudios, sus primeros trabajos fueron como vendedor de casetes de música y como jornalero en la pisca de tomate, antes de trasladarse a vivir a Guadalajara, Jalisco, y luego a Guasave, Sinaloa, donde residió por algunos años con su padre y sus hermanos. 

### Incursión musical
El 24 de junio de 1998, Elizalde se presentó por primera vez como cantante en Bacame Nuevo, Sonora, durante los festejos de una fiesta local. Bajo el sello discográfico Ayana Musical, en 1999 lanzó Regresan los mafiosos, su primer álbum de estudio.

## Asesinato
El 25 de noviembre de 2006, luego de retirarse a descansar tras haberse presentado en el palenque de la Expo-Feria de Reynosa, Tamaulipas, la camioneta en la que viajaba fue interceptada por un grupo de hombres armados alrededor de las 03:30 horas de la madrugada. Elizalde fue asesinado después de que dichos hombres le dispararan a la camioneta con armas de fuego de alto poder como AK-47, AR-15, y .38 Super, muriendo instantáneamente, junto a Reynaldo Ballesteros, su chofer, y Mario Mendoza Grajeda, su representante. En el incidente, también resultó herido Fausto «Tano» Elizalde, su primo, el único sobreviviente del ataque. Dos días después, el 27 de noviembre, su funeral fue realizado en su natal Jitonhueca, Sonora, y al día siguiente, su cuerpo fue enterrado en un mausoleo familiar dentro del panteón Municipal de Guasave, ubicado en Guasave, Sinaloa.

### Posibles motivos
Se cree que Elizalde fue asesinado debido a su interpretación en concierto del corrido «A mis enemigos» que contiene letras que se cree que antagonizan con la banda de narcotraficantes Los Zetas. Raúl Hernández Barrón, presunto asesino de Elizalde y miembro de Los Zetas, fue detenido el 22 de marzo de 2008 en Coatzintla, Veracruz.
En 2021, 15 años después de su muerte, su hermano el Flaco Elizalde comentó en una entrevista que el primo de ambos, El Tano Elizalde, sabía más información de la que había comentado sobre el asesinato del cantante, e incluso se rumoró que fue él quien lo entregó para que fuera acribillado.

## Discografía

### Álbumes de estudio
| Año  | Título                                                   | Discográfica                 |
| 1999 | Regresan los mafiosos                                    | Ayana Musical                |
| 2000 | Traición federal                                         | Ayana Musical                |
| 2001 | 17 Éxitos en honor a mi padre                            | Cintas Acuario Internacional |
| 2002 | Y se parece a ti                                         | Universal, Rodven            |
| 2002 | En vivo                                                  | Universal, Regio             |
| 2003 | Amor que muere                                           | Cintas Acuario Internacional |
| 2003 | Mi satisfacción                                          | Universal, Regio             |
| 2004 | Volveré a amar                                           | Universal, Regio             |
| 2004 | Destino cruel                                            | Ayana Musical                |
| 2005 | Soy así                                                  | Universal, Regio             |
| 2005 | Valentín Elizalde y su banda Guasaveña - En Vivo Vol. II | Universal                    |
| 2006 | Vencedor                                                 | Universal Music Mexico       |

### Álbumes póstumos
| Año  | Título                                                    | Discográfica                                          |
| 2007 | Valentín Elizalde y su banda Guasaveña - Lobo domesticado | Universal Music Group, Regio                          |
| 2007 | Regresan los mafiosos                                     | Universal Music Group, Regio                          |
| 2007 | Más allá del mar                                          | Universal Music Group, Regio                          |
| 2007 | La playa                                                  | Universal Music Group, Regio                          |
| 2007 | En Vivo: Mi última bohemia                                | Universal Music Group, Regio                          |
| 2008 | Se les peló Baltazar                                      | Cintas Acuario                                        |
| 2008 | Corridos entre amigos                                     | Universal, Regio                                      |
| 2008 | Solamente el gallo de oro                                 | Fonovisa Records, Universal Music Latin Entertainment |
| 2011 | Su último concierto - Sin censura                         | Fonovisa Records, Universal Music Group               |
| 2017 | Tributo a Valentín Elizalde, edición de lujo              | Fonovisa Records, Universal Music Group               |